# Зоологија
Зоологија (од старогрчког ζῷον „живо биће“ и λόγος „наука, знање") је биолошка дисциплина која се бави проучавањем животиња, односно, обликом и грађом тела (морфологија, анатомија), животним активностима (психологијом), развојем и пореклом (укључујући палеонтологију), наследним одликама (генетиком), односима са околином (екологијом), распрострањеношћу (зоогеографијом) и понашањем животиња. Систематику животиња погледај под систематика животињског царства. Назив зоологија је кованица старогрчких речи ζῷον, zōion (животиња), и λόγος, logos (наука).

## Историја
Историја зоологије прати проучавање животињског царства од древних до модерних времена. Праисторијски човек је морао да проучава животиње и биљке у свом окружењу како би их искористио и преживео. У Француској постоје пећинске слике, гравуре и скулптуре које датирају од пре 15.000 година које приказују бизоне, коње и јелене са пажљиво приказаним детаљима. Сличне слике из других делова света илустровале су углавном животиње које се лове ради хране, али и дивље животиње.
Неолитска револуција, коју карактерише припитомљавање животиња, наставила се током античког периода. Древно познавање дивљих животиња илустровано је реалистичним приказима дивљих и домаћих животиња на Блиском истоку, у Месопотамији и Египту, укључујући узгојне праксе и технике, лов и риболов. Проналазак писања се у зоологији одражава присуством животиња у египатским хијероглифима.
Иако је концепт зоологије као јединствене кохерентне области настао много касније, зоолошке науке су настале из природне историје сежући до биолошких дела Аристотела и Галена у старом грчко-римском свету. Аристотел је у четвртом веку пре нове ере посматрао животиње као живе организме, проучавајући њихову структуру, развој и виталне појаве. Поделио их је у две групе, животиње са крвљу, што је еквивалентно нашем концепту кичмењака, и животиње без крви (бескичмењаци). На Лезбосу је провео две године, посматрајући и описујући животиње и биљке, разматрајући прилагођавања различитих организама и функцију њихових делова. Четири стотине година касније, римски лекар Гален је сецирао животиње да би проучио њихову анатомију и функцију различитих делова, јер је сецирање људских лешева у то време било забрањено. То је довело до тога да су неки од његових закључака били погрешни, али се током многих векова сматрало јеретичким оспоравање било којег његовог гледишта, тако да је проучавање анатомије било ускраћено.
Током посткласичне ере, блискоисточна наука и медицина су биле најнапредније на свету, интегришући концепте из античке Грчке, Рима, Месопотамије и Персије, као и древну индијску традицију ајурведе, чинећи притом бројне напретке и иновације. У 13. веку, Албертус Магнус је дао коментаре и парафразе свих Аристотелових дела; његове књиге о темама попут ботанике, зоологије и минерала укључивале су информације из древних извора, али и резултате његових сопствених истраживања. Његов општи приступ био је изненађујуће модеран, и написао је: „[задатак] природне науке није само да прихвати оно што нам се каже, већ да испита узроке природних ствари.“ Рани пионир био је Конрад Геснер, чија је монументална енциклопедија животиња на 4.500 страница, Historia animalium'', објављена у четири тома између 1551. и 1558. године.
У Европи, Галенов рад на анатомији остао је углавном непревазиђен и неоспоран све до 16. века. Током ренесансе и раног модерног периода, зоолошка мисао је револуционисана у Европи поновним интересовањем за емпиризам и открићем многих нових организама. Истакнути у овом покрету били су Андреас Везалијус и Вилијам Харви, који су користили експериментисање и пажљиво посматрање у физиологији, и природњаци као што су Карл Лине, Жан-Батист Ламарк и Буфон који су почели да класификују разноликост живота и фосилне записе, као и проучавање развоја и понашања организама. Антони ван Левенхук је спровео пионирски рад у микроскопији и открио раније непознати свет микроорганизама, постављајући темеље за ћелијску теорију. Левенхукова запажања је подржао Роберт Хук; сви живи организми су били састављени од једне или више ћелија и нису могли да се генеришу спонтано. Ћелијска теорија је пружила нову перспективу о фундаменталној основи живота.
Пошто је раније била царство природњака, током 18, 19. и 20. века зоологија постаје све професионалнија научна дисциплина. Истраживачи-природњаци, као што је Александар фон Хумболт, истраживали су интеракцију између организама и њиховог окружења и начине на које овај однос зависи од географије, постављајући темеље за биогеографију, екологију и етологију. Природњаци су почели да одбацују есенцијализам и разматрају важност изумирања и променљивости врста.
Ови развоји, као и резултати из ембриологије и палеонтологије, синтетисани су у публикацији Чарлс Дарвинове теорије еволуције природном селекцијом из 1859. године; у овоме је Дарвин поставио теорију органске еволуције на нове темеље, објашњавајући процесе помоћу којих се она може одвити, и пружајући опсервационе доказе да је до тога дошло. Дарвинова теорија је брзо прихваћена од стране научне заједнице и убрзо је постала централни аксиом науке о биологији која се брзо развијала. Основа за савремену генетику почела је радом Грегора Мендела о грашку 1865. године, иако значај његовог рада тада није био спознат.
Дарвин је дао нови правац морфологији и физиологији, ујединивши их у заједничку биолошку теорију: теорију органске еволуције. Резултат је била реконструкција класификације животиња на генеалошкој основи, ново истраживање развоја животиња и рани покушаји утврђивања њихових генетских односа. Крајем 19. века дошло је до пада спонтаног генерисања и успона теорије о клицама болести, иако је механизам наслеђивања остао мистерија. Почетком 20. века, поновно откривање Менделовог дела довело је до брзог развоја генетике, а до 1930-их комбинација популационе генетике и природне селекције у модерној синтези створила је еволуциону биологију.
Истраживања у ћелијској биологији су међусобно повезана са другим областима као што су генетика, биохемија, медицинска микробиологија, имунологија и цитохемија. Са секвенцирањем молекула ДНК од стране Френсиса Крика и Џејмса Вотсона 1953. године, отворило се царство молекуларне биологије, што је довело до напретка у ћелијској биологији, развојној биологији и молекуларној генетици. Студија систематике је трансформисана како је секвенцирање ДНК разјаснило степене афинитета између различитих организама.

## Опсег
Зоологија је грана науке која се бави животињама. Врста се може дефинисати као највећа група организама у којој било које две јединке одговарајућег пола могу да дају плодно потомство; описано је око 1,5 милиона врста животиња и процењено је да може постојати чак 8 милиона животињских врста. Рана потреба је била да се организми идентификују и групишу према њиховим карактеристикама, разликама и односима, што је област таксономиста. Првобитно се сматрало да су врсте непроменљиве, али са доласком Дарвинове теорије еволуције, настало је поље кладистике која проучава односе између различитих група или клада. Систематика је проучавање диверзификације живих форми, еволуциона историја групе позната је као њена филогенија, а однос између клада може се дијаграмски приказати у кладограму.
Иако би неко ко је направио научну студију о животињама историјски себе описао као зоолога, термин је почео да се односи на оне који се баве појединачним животињама, док други себе описују прецизније као физиолози, етолози, еволуциони биолози, еколози, фармаколози, ендокринолози или паразитолози.

## Подручја рада зоологије
- Општа зоологија (грађа, живот, размножавање, развој)
- Посебна зоологија (обрађивање зоолошке разноврсности)
- Систематика (историја врсте, разврставање, категоризација)
- Морфологија (спољашња обележја грађе животиња)
- Анатомија (унутрашња грађа поједине животиње)
- Физиологија (животни процеси, функције органа)
- Биологија понашања (узроци понашања)
- Ембриологија (индивидуални развој)
- Зоогеографија
- Екологија
- Примењена зоологија

## Зоолози
Зоологијом се као научном дисциплином баве зоолози. Они могу свој научни рад обављати како у природи или лабораторији тако и у музеју или у зоолошком врту или у комбинацији неких или свих наведених облика рада. Већина зоолога су студирали биологију. Међутим, зоологијом се данас баве и ветеринари, шумари и географи. Пре него што су зоологија и ботаника постале самосталне научне дисциплине, зоолози и биолози су завршавали студије медицине.
Познати зоолози
- Алфред Брем
- Диан Фосеу
- Јане Гудал
- Бернхард Грзимек
- Конрад Лоренц
- Милутин Радовановић